# 장수성당 수분공소
장수성당 수분공소(長水聖堂 水分公所)는 대한민국 전북특별자치도 장수군 장수읍에 있는 일제강점기의 건축물이다. 2005년 6월 18일 대한민국의 국가등록문화재 제189호로 지정되었다.

## 개요
이 건물은 병인박해(1866년) 이후 외지에서 피난 온 천주교 신자들의 교우촌이 형성된 수분리에서 신앙 중심지 역할을 한 곳이다. 정면 3간, 측면 6간 규모로, 내부는 두 개의 열주에 의해 신랑(身廊, Nave)과 측랑(側廊, Aisle)이 뚜렷하게 구별되는 전형적인 바실리카식 공간으로 되어 있다. 전체적으로 1920년대 한옥 성당의 모습을 비교적 잘 간직하고 있다.

## 참고 문헌
- 장수성당 수분공소 - 국가유산청 국가유산포털
- 수분공소 - 성지